# Britomartis
Britomartis (gr. Βριτόμαρτις Britómartis, łac. Britomartis – dosł. „słodka dziewczyna”) – w mitologii greckiej boginka kreteńska, córka Zeusa i nimfy Karme.
Według legendy urodziła się w Keno, w wąwozie Samaria. Żyła  w Gortynie na Krecie, jako jedna z towarzyszek Artemidy spędzała wiele czasu na łowach. Minos, władca Knossos, zapragnął uczynić z niej swoją kochankę. Przez dziewięć miesięcy udało się jej przed nim uciekać; ostatecznie, dla zachowania dziewictwa, rzuciła się do morza ze skały. Wyłowiona przez rybaków otrzymała przydomek Diktynna (gr. Δίκτυννα Díktynna, łac. Dictynna – „dziewczyna w sieci” ). Król zrezygnował ze ścigania jej, gdy znalazła schronienie w świętym gaju Artemidy.
Inna wersja mitu wskazuje na Britomartis jako wynalazczynię sieci myśliwskich (mit ajtiologiczny). W sztuce przedstawiano ją podobnie jak Artemidę – z myśliwskimi psami i w stroju łowczyni. Grecy utożsamiali ją później z Artemidą jako osobną jej postać z przydomkiem Britomartis lub umieszczali w orszaku tej bogini. Poza Kretą czczona była na Eginie jako Afaja.